# Latawiec krasnogrzbiety
Latawiec krasnogrzbiety (Cicinnurus respublicus) – gatunek ptaka z rodziny cudowronek (Paradisaeidae). Endemit wysp Waigeo i Batanta leżących u północno-zachodniego wybrzeża Nowej Gwinei (administracyjnie są częścią Indonezji). Bliski zagrożenia wyginięciem.

## Taksonomia
Po raz pierwszy gatunek opisał Karol Lucjan Bonaparte w 1850. Autor nadał nowemu gatunkowi nazwę Lophorina respublica. Obecnie (2023) latawiec krasnogrzbiety zwykle zaliczany jest do rodzaju Cicinnurus, ale Międzynarodowy Komitet Ornitologiczny (IOC) umieszcza go w Diphyllodes wraz z latawcem złotogrzbietym (C. magnificus). IOC uznaje go za gatunek monotypowy, podobnie jak autorzy HBW i Clements Checklist of Birds of the World.
Bonaparte opisał latawca krasnogrzbietego na podstawie holotypu, który zakupił dla Academy of Natural Sciences of Drexel University – ówcześnie Academy of Natural Sciences of Philadelphia – Edward Wilson (1808–1888; dziadek Edwarda Adriana Wilsona). Okaz ten znajdował się wówczas w zbiorach w Paryżu i został przez Bonapartego opisany pobieżnie, w uwadze do artykułu dotyczącego papug. Zachwycony pięknem tego ptaka Bonaparte stwierdził, że nie zamierza zwlekać z opisaniem go, mimo że było to niezwiązane z tematem artykułu. Holotyp przetrwał do czasów współczesnych (numer: ANSP 3152), jednak w 2006 był w bardzo złym stanie.
W 1863 Bernstein ustalił jedno z dwóch miejsc występowania latawca krasnogrzbietego – Waigeo. Opisał później nowy gatunek, nieświadomy, że oficjalnie nadano mu nazwę naukową już wcześniej (do tego w budzących kontrowersje okolicznościach). Dla tego gatunku utworzył nowy rodzaj Schlegelia. W ciągu kilku miesięcy od opublikowania krótkiej notki Bonapartego nową cudowronkę nazwał na cześć Wilsona i opisał amerykański ornitolog John Cassin (w omawianym okresie kurator w Philadelphia Academy of Natural Sciences).
Epitet gatunkowy respublica wywołał kontrowersje (podobnie jak i sama historia pozyskania holotypu) i długo po opisaniu gatunku amerykańscy ornitolodzy odmawiali jego używania. Cudowronki i inne budzące wyglądem zachwyt ówczesnych zoologów ptaki powszechnie nazywano na cześć członków rodziny królewskiej. Postępowanie Bonapartego było swoistym votum separatum – wyrażał on głęboką dezaprobatę dla rządzących wieloma krajami, a pochodzącym z łaciny określeniem republiki nawiązał do Republiki Francuskiej, jednocześnie będąc rozczarowanym jej losami. Jego zdaniem „mogła być ona Rajem, gdyby ambicje Republikanów, niegodnych swojej nazwy, poprzez ich występki nie uczyniły jej bliższą Piekłu”. Wiedział, że nie może istnieć rajska republika i uważał, że powinien istnieć przynajmniej republikański rajski ptak.

### Ewolucja
Prawdopodobnie latawiec krasnogrzbiety wyodrębnił się dzięki specjacji allopatrycznej. Barierą była niewielka, lecz głęboka cieśnina Sagewin rozdzielająca wyspy Batanta i Salawati. Latawce krasnogrzbiete występują tylko na północ od niej, podobnie jak cudowronki czerwone (Paradisaea rubra). Cudowronki mniejsze (P. minor) i latawce złotogrzbiete (C. magnificus) występują na południe od Sagewin. Tym samym cieśnina prawdopodobnie przyczyniła się do specjacji dwóch par gatunków: P. rubra i P. minor oraz C. respublicus i C. magnificus. Według badań genetycznych, których wyniki opublikowano w 2009, w rodzaju latawiec królewski (Cicinnurus regius) stanowi klad bazalny, a latawiec krasnogrzbiety i złotogrzbiety to taksony siostrzane (co jest zgodne z opublikowanymi w 1996 wynikami badań, w których wykorzystano jednak wyłącznie sekwencje genu mitochondrialnego cytochromu b). Ich wspólna linia rozwojowa wyodrębniła się około 8,3 mln lat temu, natomiast oddzieliły się od siebie 4,9 mln lat temu. Waigeo i Batanta są częścią ofiolitu. Wyróżniają się endemiczną, wysoce charakterystyczną fauną i florą.

## Morfologia

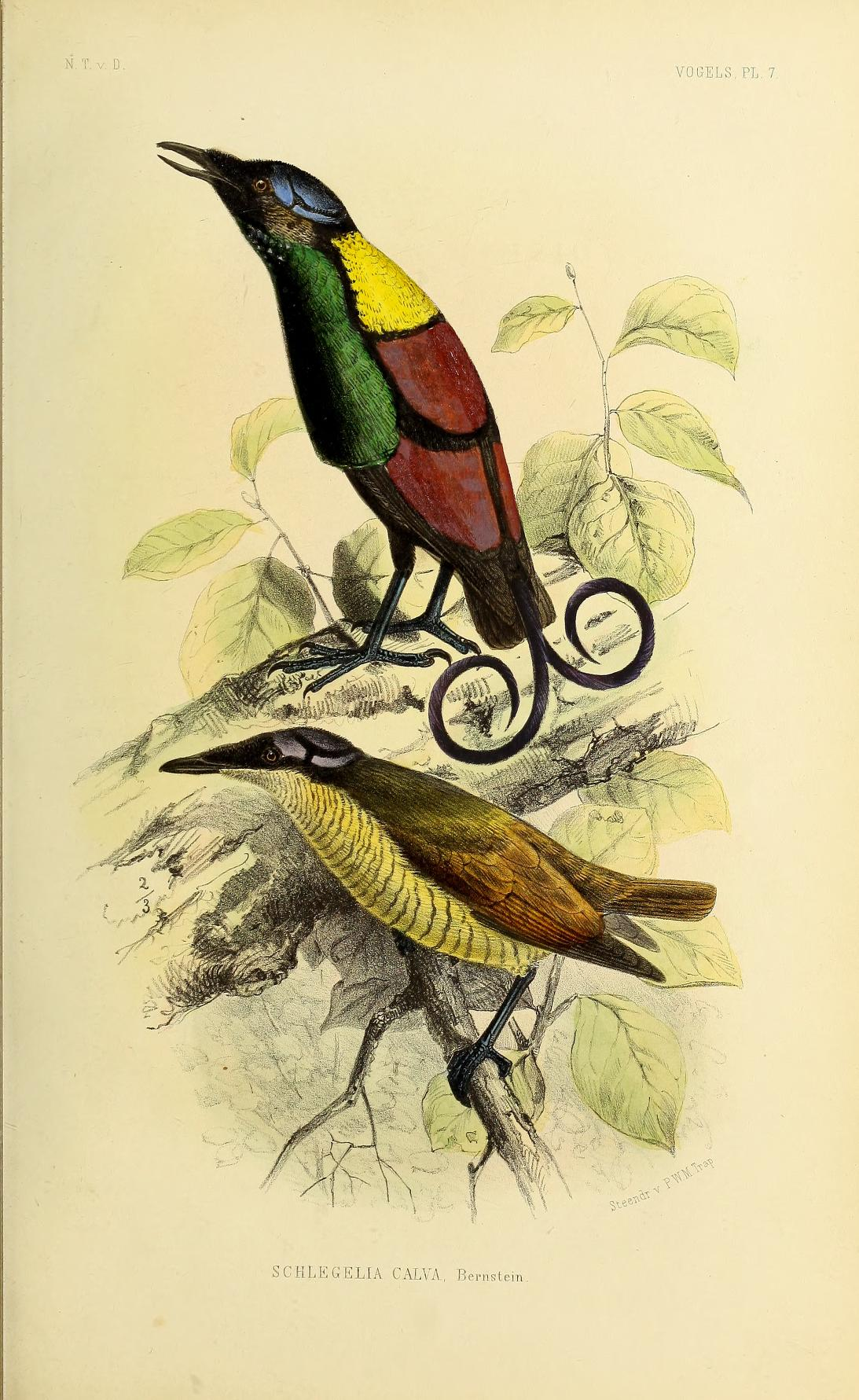
Samiec i samica latawca krasnogrzbietego na tablicy barwnej z 1866

Latawce krasnogrzbiete razem z królewskimi są najmniejszymi przedstawicielami rodziny cudowronek. Długość ciała ptaków obojga płci wynosi około 16 cm (według Bernsteina – do 20 cm), przy czym u samców długość ciała wraz z ozdobną, środkową parą sterówek to blisko 21 cm. Masa ciała samców: 53–67 g, samic: 52–60 g. W upierzeniu widoczny wyraźny dymorfizm płciowy. Wymiary szczegółowe dla nieokreślonej liczby ptaków (wymienione przez Bernsteina w 1865): długość górnej krawędzi dzioba – 15–17 mm; dzioba od jego czubka do kącika – 26–28 mm; skrzydła – 96–98 mm; ogona u samców – 33–37 mm (środkowe sterówki mierzą do 153 mm długości), u samic i młodych ptaków – około 57 mm; skoku – 26–27 mm.
Samiec u nasady dzioba ma kępkę jedwabiście czarnych piór. Ciemię i kark w większości pokrywa naga skóra o jaskrawej turkusowej barwie, opisywanej również jako jaskrawo kobaltowa. Nieopierzony obszar podzielony jest na 6 części przez linie utworzone z jedwabiście czarnych drobnych piór o miedzianobrązowym połysku. Dwie z nich krzyżują się. Płaszcz w większości szkarłatny, czarno obrzeżony. Jego górną część zajmują lśniące żółte pióra ułożone w kształt półksiężyca. Pokrywy skrzydłowe mniejsze czarniawobrązowe z jaśniejszymi krawędziami, większe – ciemniejsze, brązowe. Lotki I rzędu są ciemnobrązowe, II rzędu – czarniawobrązowe, III rzędu – ciemnoszkarłatne z czarnymi końcówkami; wszystkie lotki mają szkarłatne krawędzie o różnym odcieniu i zasięgu. Kuper, pokrywy nadogonowe i wierzchnia strona sterówek czarnobrązowe. Środkowa para sterówek zmodyfikowana, pióra przypominają drut; zawijają się, tworząc sierpowaty kształt. Są krótsze i mocniej zawinięte niż u latawców złotogrzbietych, niekiedy niemal zamykają się, tworząc okrąg. Opalizują głównie fioletowo-niebiesko z widocznym udziałem magenty. Broda i górna część gardła jedwabiście czarna z połyskiem od miedzianobrązowego po fioletowy. Obszar od środkowej części gardła po brzuch zajmuje duża połać gładko ułożonych, błyszczących, szmaragdowozielonych piór. W odpowiednim oświetleniu mogą wyglądać również na niebieskofioletowe aż po czerwonofioletowe. W dolnej części tego obszaru największe, najbardziej wysunięte po bokach ciała pióra mają opalizujące turkusowozielono końcówki. Część piór w środkowej części gardła ma pośrodku błyszczącą, turkusową plamkę. Pozostała część spodu ciała ma kolor sepii, wykazuje fioletowy połysk. Tęczówka ciemnobrązowa; dziób czarniawy, jego wnętrze od jaskrawożółtego po zielone; nogi od nieco fioletowawych, kobaltowych po szaroniebieskie.
Samice osiągają podobne rozmiary, mając jednak przeciętnie dłuższe ogony (nie licząc środkowej pary sterówek, przekształconej u samców). Ciemię i kark są pokryte nagą skórą, podobnie jak u samców, lecz na mniejszym obszarze. Skóra jest ciemniejsza, bardziej fioletowa lub liliowa. Upierzenie wierzchu ciała ma barwę od oliwkowobrązowej po czerwonobrązową, na pokrywach nadogonowych bardziej rdzawą. Wierzch skrzydeł brązowy, matowy. Lotki z wąskimi rdzawymi obrzeżeniami. Lotki I rzędu jakby wypłowiałe, szarzejące ku końcowi. Jasnopłową brodę pokrywają drobne szarawe plamki. Pozostałą część spodu ciała pokrywają gęsto rozmieszczone czarnobrązowe prążki o równej długości na lekko płowym tle. Nogi są ubarwione mniej intensywnie niż u samców.

## Zasięg występowania
Latawiec krasnogrzbiety to endemit wysp Waigeo i Batanta (część wysp Raja Ampat), które leżą u północno-zachodniego wybrzeża Nowej Gwinei (administracyjnie są częścią indonezyjskiej prowincji Papua Zachodnia). Zasięg występowania obejmuje około 10,8 tys. km².

## Ekologia i zachowanie
Latawce krasnogrzbiete zamieszkują głównie wyżynne lasy. Rzadziej pojawiają się w lasach w środkowych piętrach gór oraz w nizinnych lasach deszczowych. Dolna granica zasięgu to około 300 m n.p.m. Górną wyznaczają prawdopodobnie szczyty górskie większych wysp, sięgające od około 1000 do 1200 m n.p.m.
Żywią się owocami i stawonogami. Być może dołączają do wielogatunkowych grup ptaków, by razem żerować. W niewoli obserwowano zwracanie niektórych pokarmów, z czego część była ponownie połykana. Większe kawałki owoców są przesuwane z końca dzioba do tyłu, a dalej wpychane językiem do tyłu i w dół. Z dużymi owadami prostoskrzydłymi latawce krasnogrzbiete radzą sobie przez przytrzymanie ich stopą na gałęzi oraz usunięcie czułków, odnóży i innych twardych części. Samce przed zjedzeniem dużego fragmentu pokarmu układają odpowiednio upierzenie, by ochronić je przed zabrudzeniem. Po jedzeniu wycierają dziób o żerdź i czyszczą upierzenie, podobnie jak inne cudowronki. Niewiele wiadomo o zachowaniu latawców krasnogrzbietych, ponieważ są jednymi ze słabiej poznanych cudowronek.

### Lęgi

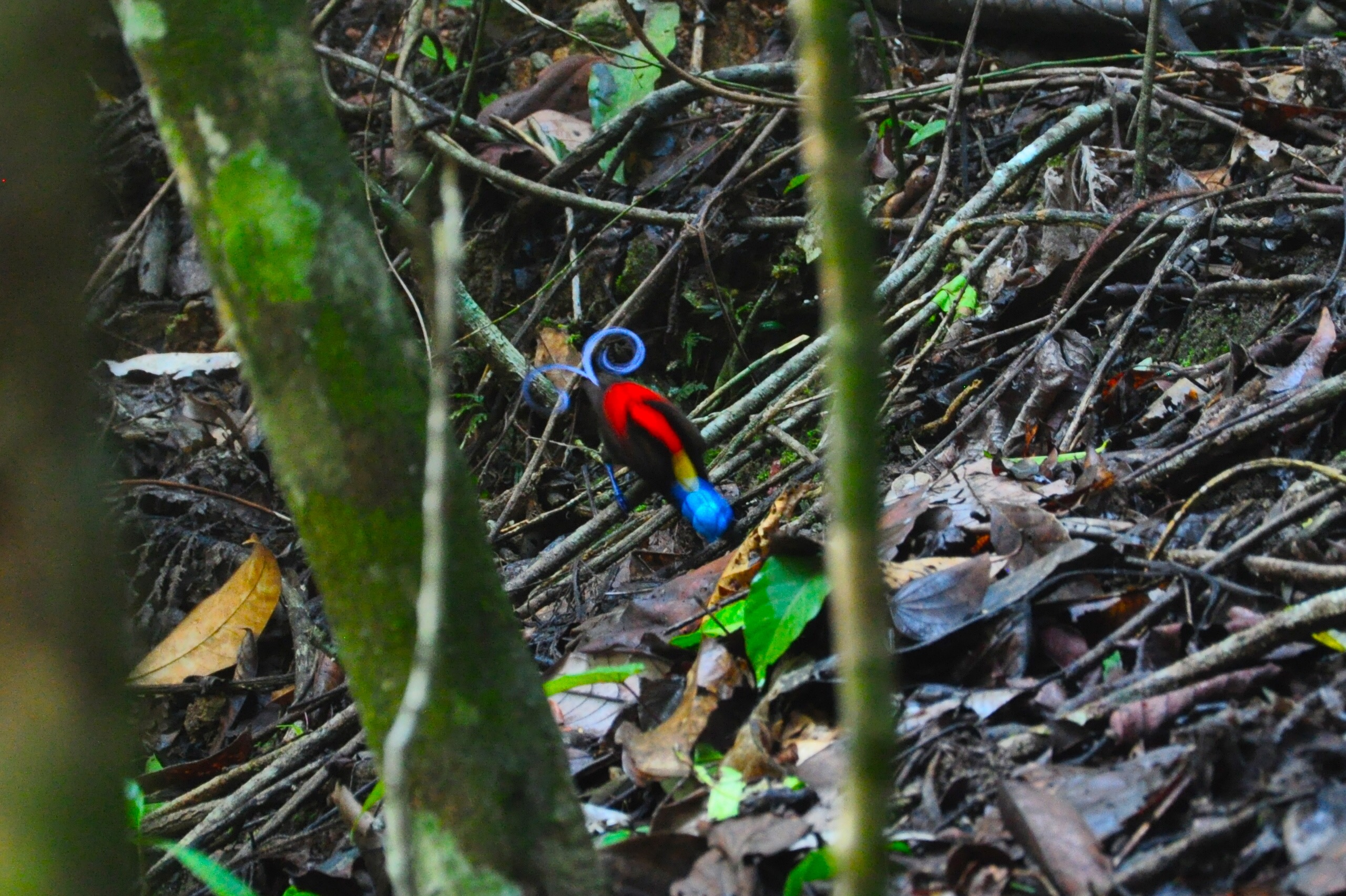
Samiec czyszczący swoje tokowisko, Batanta

Samce z powiększonymi gonadami były odławiane od maja do czerwca i w październiku. Okres godowy nie jest ustalony; śpiew samców słyszano w większości miesięcy w roku. Występuje poligynia. W 2012 opisano toki trzech samców, których ruchy były dobrze zsynchronizowane, w obecności trzech ptaków o upierzeniu w typie samicy. Jeden z nich był prawdopodobnie młodym samcem; dorosłe zdawały się nie wykazywać nim zainteresowania, jednak on przyglądał się tokom. Doświadczenie jednego z autorów oraz dostępne w literaturze dane wskazują, że jest to rzadkie zachowanie. Nie zaobserwowano go wówczas u pozostałych dwóch latawców, jednak toki w takiej formie – choć znacznie krótsze – stwierdzono u czterech sześciopiórów (Parotia).
Samce po wybraniu i przygotowaniu tokowiska utrzymują porządek, usuwając wszystko, co spadło na ten pozbawiony roślinności obszar gołej ziemi. Ma średnicę 1,8–3 m i znajduje się na łagodnym zboczu, ewentualnie o nachyleniu do 45°. Otacza go i niemal całkiem zasłania gęsta roślinność. W środku zostają niektóre krzewy i niskie smukłe drzewka, jednak są pozbawiane liści. Latawce krasnogrzbiete w niewoli również usuwają liście z roślin, także w zadaszonej części woliery. Dzięki gęstej roślinności wokół tokowiska promienie słoneczne docierają do niego tylko w wybranych porach dnia.
Toki u dziko żyjących ptaków opisano po raz pierwszy dopiero w 1955. Bardziej całościowo opisano je i nagrano po raz pierwszy podczas produkcji Attenborough in paradise (1996, BBC). Podczas toków latawce krasnogrzbiete zastygają w bezruchu, wychylają się, tańczą, otwierają szeroko dziób oraz odpowiednio stroszą kryzę, pióra na piersi, głowie i ruszają wydłużonymi środkowymi sterówkami. W 2016 w produkcji dla BBC przedstawiono po raz pierwszy tokującego samca od góry. Filmowcy przyznali, że przez dekady obserwowano te cudowronki z boku, skąd podziwiano upierzenie i popisy samca, a najistotniejsza dla przetrwania gatunku perspektywa samicy była pomijana. Zainteresowana samica siada tuż nad samcem. Dzięki padającym pod odpowiednim kątem na jego rozpostartą kryzę promieniom słońca ukrywa ona sylwetkę ptaka pod opalizującym zielonym dyskiem. Do tego samica spogląda w dół wprost w jaskrawe wnętrze dzioba samca. W 2012 opisano nieznaną dotąd fazę toków, podczas której samiec kieruje w dół dziób i ogon. Wydaje się wówczas łukowato wygięty. Dla samicy widoczna jest turkusowa skóra głowy z ułożonym za nią żółtym pasem piór na czarnym tle.
Co najmniej do 2019 nie było żadnych informacji o gniazdach, jajach i młodych.

## Status i zagrożenia
IUCN uznaje latawca krasnogrzbietego za gatunek bliski zagrożenia wyginięciem (NT, Near Threatened) nieprzerwanie od 1988 (stan w 2023). BirdLife International uznaje trend liczebności populacji za prawdopodobnie lekko spadkowy ze względu na utratę i degradację siedlisk leśnych; do spadków liczebności mogą się też przyczyniać polowania.